# Raja inornata
Raja inornata är en rockeart som beskrevs av David Starr Jordan & Charles Henry Gilbert 1881. Raja inornata ingår i släktet Raja och familjen egentliga rockor. IUCN kategoriserar arten globalt som otillräckligt studerad. Inga underarter finns listade i Catalogue of Life.